# Пересвет-ЮФУ
БК «Пересвет-ЮФУ» — российский баскетбольный клуб Ростова-на-Дону, играет в женской Премьер-Лиге с 2021 года.
Основан под названием «Ростов-Дон» 16 февраля 2006 года олимпийский чемпионкой по баскетболу, Заслуженным мастером спорта Еленой Швайбович и тренером ростовской ДЮСШ-7, мастером спорта Татьяной Троицкой.
Состав команды был сформирован из учащихся ростовской ДЮСШ-7.
В 2006 команда выигрывает Первенство Южного Федерального округа, в 2007 заняла 1 место в Студенческой лиге ЮФО.
С сезона 2007—2008 годов «Ростов-Дон» выступает в Высшей лиге чемпионата России, завоевав по итогам первенства 2009—2010 бронзовые медали.
С 2010 года клуб выступает в российской Суперлиге.
В сезоне 2011—2012 «Ростов-Дон» выиграл бронзовые медали Кубка Кузина и стал вице-чемпионом Суперлиги. В сезоне 2012—2013 команда дебютировала в чемпионате Премьер-лиги, заняв в итоге десятое место. В сезоне 2013—2014 «Ростов-Дон» стал чемпионом российской Суперлиги, а младшая команда клуба пробилась в «Финал четырёх» Первенства ДЮБЛ.
1 сентября 2014 года, подписано соглашение с ФГАОУ ВПО «Южным федеральным университетом» — в результате клуб получил название «Ростов-Дон-ЮФУ».
В регулярном сезоне Суперлиги-1 2017—2018 команда занимает первое место, а по итогам игр плей-офф во второй раз в своей истории становится чемпионом Суперлиги.
В регулярном сезоне 2018—2019 команда занимает второе место, а по итогам игр плей-офф в третий раз становится чемпионом Суперлиги. Также команда дебютирует в Европейской женской баскетбольной лиги (EWBL) и становится обладателем бронзовых медалей турнира.
В сезоне 2019—2020 команда уверенно завершает регулярный сезон на первом месте. В связи с пандемией игры плей-офф отменяются и решением Российской федерации баскетбола «пантеры» третий сезон подряд становятся победителями Суперлиги-1.
Сезон 2020—2021 вновь становится успешным для «Ростов-Дон-ЮФУ» — команда выигрывает регулярный чемпионат, и «Финал четырёх» и в четвёртый раз кряду и пятый своей истории становятся чемпионом российской Суперлиги-1.
2 сентября 2021 подписано трехстороннее соглашение между Ассоциацией "Баскетбольный клуб «Ростов-Дон-ЮФУ», ФГАОУ ВПО «Южный федеральный университет» и АНО ДПО "Спортивно-стрелковый клуб «Пересвет» — в результате клуб получил название «Пересвет-ЮФУ».
В сезоне 2021/2022 «Пересвет-ЮФУ» выступает в Премьер-лиге, где по итогам сезона занимает 11 место. В Кубке России «пантеры» впервые в своей истории попадают в квартет лучших. В Европейской женской баскетбольной лиге «Пересвет-ЮФУ» становится победителем группового этапа, но не заканчивает сезон в связи с исключением из турнира российских и белорусских клубов.
Молодёжный состав «Пересвет-ЮФУ»-2 в дебютном сезоне становится победителем российской Суперлиги-2.

## Предыстория
Баскетбольный клуб «Ростов-Дон» дебютировал в первой лиге российского первенства по баскетболу в 2006 году. Но история команды происходит задолго до 2006 года. В 1999 году по инициативе молодого тренера мастера спорта СССР Татьяны Александровны Троицкой, в Ростове-на-Дону создается команда «Дисежен-Дон», игроки входят в сборную команду Южного Федерального округа. За свое существование команда добивается значительных результатов:
1999 год —  Серебро на спартакиаде учащихся России.
2000 год —  Золото на всероссийском фестивале по мини-баскетболу.
2001 год —  Золото на международном турнире «Буденбаскет» в Швеции.  Золото на международном турнире «Санта-Клаус баскет» в Финляндии.
2002 год —  Бронза на всероссийском фестивале по мини-баскетболу.  Серебро в Кубке России по мини-баскетболу.
2003 год — Четвёртое место в первенстве России.
2004 год — Четвёртое место в первенстве России.  Золото на международном турнире А. Гельдминаса в Литве.
2005 год —  Золото на спартакиаде ЮФО,  Серебро на спартакиаде учащихся России.

## Трофеи и титулы

### Национальные
Бронза Высшей лиги: 2009/2010
 Серебро Суперлиги I дивизион: 2011/2012
 Золото Суперлиги I дивизион: 2013/2014
 Золото Суперлиги I дивизион: 2017/2018
 Золото Суперлиги I дивизион: 2018/2019
 Золото Суперлиги I дивизион: 2019/2020
 Золото Суперлиги I дивизион: 2020/2021
 Золото Суперлиги II дивизион 2021/2022

### Международные
Бронза Eastern European Women`s Basketball League (EWBL): 2019

## Текущий состав
| Номер | Игрок                 | Позиция                | Рост (см.) | Дата рождения | Возраст | Звание               |
| ----- | --------------------- | ---------------------- | ---------- | ------------- | ------- | -------------------- |
| 5     | Мирошникова Ирина     | Разыгрывающий защитник | 173        | 23.05.1998    | 23 года | КМС                  |
| 7     | Олейникова Элеонора   | Атакующий защитник     | 178        | 04.06.1998    | 24 года | Мастер спорта России |
| 8     | Шевченко Александра   | Центровой              | 194        | 01.06.1999    | 23 года |                      |
| 9     | Адащик Мария          | Атакующий защитник     | 178        | 05.08.1998    | 24 года | КМС                  |
| 10    | К Максимова Анастасия | Атакующий защитник     | 180        | 26.11.1992    | 28 лет  | КМС                  |
| 12    | Дашкевич Наталья      | Центровой              | 190        | 02.06.1988    | 34 года | МСМК                 |
| 13    | Воронина Екатерина    | Разыгрывающий защитник | 174        | 12.02.2002    | 20 лет  | КМС                  |
| 44    | Осипова Екатерина     | Тяжелый форвард        | 187        | 21.01.1997    | 25 лет  | Мастер спорта России |
| 55    | Грабовская Юлия       | Центровой              | 190        | 26.07.2001    | 21 год  | КМС                  |
| 71    | Павлюченко Вероника   | Легкий форвард         | 184        | 28.01.2001    | 21 год  | КМС                  |
| 99    | Мосько Арина          | Атакующий защитник     | 178        | 01.02.1999    | 23 года | КМС                  |

## Тренерский штаб
| 2022/2023                         |                                |                                |                                |
| Главный тренер                    | Тренер                         | Тренер                         | Тренер                         |
| Тасич Момир                       | Киселёв Алексей Сергеевич      | Троицкая Татьяна Александровна |                                |
| 2021/2022                         |                                |                                |                                |
| Главный тренер                    | Тренер                         | Тренер                         | Тренер                         |
| Федосеев Дмитрий Владимирович     | Парчевский Олег Олегович       | Троицкая Татьяна Александровна |                                |
| 2020/2021                         |                                |                                |                                |
| Главный тренер                    | Тренер                         | Тренер                         |                                |
| Федосеев Дмитрий Владимирович     | Парчевский Олег Олегович       | Троицкая Татьяна Александровна |                                |
| 2019/2020                         |                                |                                |                                |
| Главный тренер                    | Тренер                         | Тренер                         | Тренер                         |
| Федосеев Дмитрий Владимирович     | Парчевский Олег Олегович       | Троицкая Татьяна Александровна | Троицкая Татьяна Александровна |
| 2018/2019                         |                                |                                |                                |
| Главный тренер                    | Тренер                         | Тренер                         | Тренер                         |
| Федосеев Дмитрий Владимирович     | Парчевский Олег Олегович       | Данилов Виктор Андреевич       | Троицкая Татьяна Александровна |
| 2017/2018                         |                                |                                |                                |
| Главный тренер                    | Тренер                         | Тренер                         | Тренер                         |
| Федосеев Дмитрий Владимирович     | Парчевский Олег Олегович       | Бабичев Андрей Владимирович    | Троицкая Татьяна Александровна |
| 2016/2017                         |                                |                                |                                |
| Главный тренер                    | Тренер                         | Тренер                         | Тренер                         |
| Бабичев Андрей Владимирович       | Гетьман Наталья Алексеевна     | Троицкая Татьяна Александровна | Троицкая Татьяна Александровна |
| 2015/2016                         |                                |                                |                                |
| Главный тренер                    | Тренер                         | Тренер                         | Тренер                         |
| Бабичев Андрей Владимирович       | Гетьман Наталья Алексеевна     | Троицкая Татьяна Александровна | Троицкая Татьяна Александровна |
| 2014/2015                         |                                |                                |                                |
| Главный тренер                    | Тренер                         | Тренер                         | Тренер                         |
| Танасейчук Николай Константинович | Бабичев Андрей Владимирович    | Троицкая Татьяна Александровна | Троицкая Татьяна Александровна |
| 2013/2014                         |                                |                                |                                |
| Главный тренер                    | Тренер                         | Тренер                         | Тренер                         |
| Танасейчук Николай Константинович | Бабичев Андрей Владимирович    | Бабичев Андрей Владимирович    | Бабичев Андрей Владимирович    |
| 2012/2013                         |                                |                                |                                |
| Главный тренер                    | Тренер                         | Тренер                         | Тренер                         |
| Звиргздиньш Айнарс                | Троицкая Татьяна Александровна | Троицкая Татьяна Александровна | Троицкая Татьяна Александровна |
| 2010/2011/2012                    |                                |                                |                                |
| Главный тренер                    | Тренер                         | Тренер                         | Тренер                         |
| Коваленко Александр               | Троицкая Татьяна Александровна | Троицкая Татьяна Александровна | Троицкая Татьяна Александровна |
| 2006-2010                         |                                |                                |                                |
| Главный тренер                    |                                |                                |                                |
| Троицкая Татьяна Александровна    |                                |                                |                                |

## Администрация
Боровская Марина Александровна — президент клуба
Швайбович Елена Петровна заслуженный мастер спорта СССР — генеральный директор
Троицкая Татьяна Александровна — спортивный директор
Чирва Елена Сергеевна — помощник Генерального директора
Берестнева Валерия Николаевна — спортивный менеджер
Куликов Виталий Николаевич — пресс-атташе
Резникова Людмила Федоровна — бухгалтер

## Состав пантер

### Первой пятилетки
| № п/п | 2006/2007                          | 2007/2008                       | 2008/2009                       | 2009/2010                       | 2010/2011                       |
| 1     | Акинина Ольга                      | Сбытова (Беляева) Анна          | Сбытова (Беляева) Анна          | Сбытова (Беляева) Анна          | Сбытова (Беляева) Анна          |
| 2     | Богданова Виктория                 | Богданова Виктория              | Богданова Виктория              | Глазкова Ольга                  | Горбачевская Ангелина           |
| 3     | Дорофеева Елена                    | Быковская Мария                 | Горбачевская Ангелина           | Голикова Виктория               | Шипарцова (Житная) Анастасия    |
| 4     | Шипарцова (Житная) Анастасия       | Шипарцова (Житная) Анастасия    | Деркач Александра               | Горбачевская Ангелина           | Жужгова Ольга                   |
| 5     | Зинчук Инна                        | Зинчук Инна                     | Шипарцова (Житная) Анастасия    | Деркач Александра               | Зинчук Инна                     |
| 6     | Иванова Анастасия                  | Пация (Задорожная) Екатерина    | Зинчук Инна                     | Шипарцова (Житная) Анастасия    | Клименко Юлия                   |
| 7     | Лебедева Валентина                 | Калашникова Марина              | Коршакова (Миненко) Мария       | Зинчук Инна                     | Костягина Вера                  |
| 8     | Мостовая Кристина                  | Нестерова (Подплетенная) Ольга  | Навротская Яна                  | Игнатченко Татьяна              | Мовилян Наталья                 |
| 9     | Коцубинская (Остроухова) Анастасия | Беденко (Остроухова) Анна       | Нестерова (Подплетенная) Ольга  | Коршакова (Миненко) Мария       | Нестерова (Подплетенная) Ольга  |
| 10    | Петрова (Попенко) Марина           | Петрова (Попенко) Марина        | Петрова (Попенко) Марина        | Навротская Яна                  | Петухова Елена                  |
| 11    | Плешанова Алеся                    | Луговская (Сергеева) Александра | Рыбалка Анна                    | Нестерова (Подплетенная) Ольга  | Святобог Анна                   |
| 12    | Семенова Надежда                   | Демидова (Стрекиченко) Дарья    | Святобог Анна                   | Петрова (Попенко) Марина        | Луговская (Сергеева) Александра |
| 13    | Солоницкая Эльвира                 | Алексеева (Уродова) Анастасия   | Луговская (Сергеева) Александра | Святобог Анна                   | Соколова Мария                  |
| 14    | Демидова (Стрекиченко) Дарья       | Усачева Ксения                  | Уланкина Дарья                  | Луговская (Сергеева) Александра | Тимофеева Екатерина             |
| 15    | Алексеева (Уродова) Анастасия      |                                 | Алексеева (Уродова) Анастасия   |                                 | Фатеева Вера                    |
| 16    | Швайбович Елена                    |                                 |                                 |                                 |                                 |

### Второй пятилетки
| № п/п | 2011/2012 Серебро              | 2012/2013                      | 2013/2014 Золото               | 2014/2015                      | 2015/2016               |
| 1     | Сбытова (Беляева) Анна         | Сбытова (Беляева) Анна         | Андреева Ксения                | Андреева Ксения                | Здебская Анна           |
| 2     | Шипарцова (Житная) Анастасия   | Воробьева Ольга                | Клименко Юлия                  | Коршакова (Миненко) Мария      | Котова Яна              |
| 3     | Изотова Маргарита              | Вулич Бояна                    | Коршакова (Миненко) Мария      | Котова Яна                     | Максимова Анастасия     |
| 4     | Карелина Ольга                 | Гобелич Драгана                | Котова Яна                     | Кузьмина Анастасия             | Малашихина Дарья        |
| 5     | Клименко Юлия                  | Гогия Елена                    | Кривошеева Елена               | Малашихина Дарья               | Мирошникова Ирина       |
| 6     | Мовилян Наталья                | Григорьева Татьяна             | Кузьмина Анастасия             | Мельникова Елена               | Морозова Джейн Элизабет |
| 7     | Нестерова (Подплетенная) Ольга | Шипарцова (Житная) Анастасия   | Малашихина Дарья               | Нестерова (Подплетенная) Ольга | Окснер Евгения          |
| 8     | Петухова Елена                 | Калмыкова Мария                | Нестерова (Подплетенная) Ольга | Сираева Гульназ                | Осипова Екатерина       |
| 9     | Стельмах Евгения               | Клименко Юлия                  | Нужная Анна                    | Столяр Александра              | Петрова Светлана        |
| 10    | Святобог Анна                  | Коняхина Анна                  | Окснер Евгения                 | Сумец Милана                   | Плясова Александра      |
| 11    | Чернова Евгения                | Котова Яна                     | Поваляева Кристина             | Харченко Елена                 | Сумец Милана            |
| 12    |                                | Нестерова (Подплетенная) Ольга | Приходько Анастасия            | Хмелева Людмила                | Травина Ульяна          |
| 13    |                                | Окснер Евгения                 | Столяр Александра              |                                | Хмелева Людмила         |
| 14    |                                | Остроухова Анна                | Сумец Милана                   |                                | Хмелевская Анна         |
| 15    |                                | Павлова Елена                  | Харченко Елена                 |                                |                         |
| 16    |                                | Плетнева Елена                 |                                |                                |                         |

### Третьей пятилетки
| № п/п | 2016/2017               | 2017/2018 Золото        | 2018/2019 Золото        | 2019/2020 Золото      | 2020/2021 Золото    |
| 1     | Здебская Анна           | Воробьева Мария         | Воробьева Мария         | Братчикова Елизавета  | Воробьева Мария     |
| 2     | Картянович Анна         | Зайцева Анна            | Гунченко Екатерина      | Воробьева Мария       | Воронина Екатерина  |
| 3     | Котова Яна              | Здебская Анна           | Дегтярская Яна          | Грабовская Юлия       | Грабовская Юлия     |
| 4     | Максимова Анастасия     | Картянович Анна         | Зайцева Анна            | Гунченко Екаерина     | Гришина Лилия       |
| 5     | Мащенкова Екатерина     | Кирина Александра       | Картянович Анна         | Зайцева Анна          | Гунченко Екатерина  |
| 6     | Мирошникова Ирина       | Максимова Анастасия     | Кирина Александра       | Кажлаева Диана        | Зайцева Анна        |
| 7     | Морозова Джейн Элизабет | Мирошникова Ирина       | Максимова Анастасия     | Карпун Валерия        | Кирина Александра   |
| 8     | Окснер Евгения          | Морозова Джейн Элизабет | Мирошникова Ирина       | Картянович Анна       | Кузьмина Ксения     |
| 9     | Осипова Екатерина       | Олейникова Элеонора     | Морозова Джейн Элизабет | Кирина Александра     | Максимова Анастасия |
| 10    | Просолупова Дарья       | Орлова Ольга            | Олейникова Элеонора     | Кузьминпа Ксения      | Мирошникова Ирина   |
| 11    | Чалая Елена             | Осипова Екатерина       | Осипова Екатерина       | Максимомова Анастасия | Олейникова Элеонора |
| 12    | Петрова Светлана        | Просолупова Дарья       | Просолупова Дарья       | Мирошникова Ирина     | Орлова Ольга        |
| 13    | Пономаренко Валерия     | Яковлева Валерия        | Яковлева Валерия        | Олейникова Элеонора   | Осипова Екатерина   |
| 14    |                         |                         |                         | Осипова Екатерина     | Павлюченко Вероника |
| 15    |                         |                         |                         | Просолупова Дарья     | Просолупова Дарья   |
| 16    |                         |                         |                         |                       | Шевченко Александра |

## Рекорды (на 23 мая 2022)
|   | Очки (за игру)                                                                                                |  |   | Точных трехочковых (за игру)                                                             |  |
| 1 | 36 — Кирина 20.09.2020 Парма-КОР (Кубок России)                                                               |  | 1 | 7 — Кайтукова 24.03.2015 (Глория в гостях)                                               |  |
| 2 | 34 — Кайтукова 24.03.2015 (Глория в гостях), Зайцева 04.11.20 (Самара дома)                                   |  | 2 | 6 — Попенко — 21.12.08 Ставрополь в гостях, Максимова — 17.10.19 Чёрные Медведи в гостях |  |
| 3 | 33 — Зайцева 20.04.2019 (Казаночка в гостях)                                                                  |  | 3 | 6 — Беляева — 03.04.10 Йошкар-Ола (Воронеж ПО)                                           |  |
|   | |  |   | 6 — Яковлева — 06.12.18 Спарта-2 дома (все 6 за 1 половину)                              |  |
|   | |  |   | 6 — Павлюченко — 07.03.21 УГМК-2 в гостях                                                |  |
|   | Подборы (за игру)                                                                                             |  |   | Показатель +/-                                                                           |  |
| 1 | 19 — Хмелева 10.10.2015 УГМК-2 дома, Харченко 22.12.2014 Омск Дома                                            |  | 1 | 76 — Подплетенная 29.11.09 — Виктория Саратов дома                                       |  |
|   | 19 — Котова 24.11.2016 Динамо Курск-2 дома                                                                    |  | 2 | 75 — Глазкова 28.11.09 — Виктория Саратов дома                                           |  |
| 2 | 18 — Кузьмина 20.09.2020 Парма-КОР Кубок России                                                               |  | 3 | 68 — Столяр 29.09.14 — Виктория Саратов (Кубок России)                                   |  |
| 3 | 17 — Навроцкая — 01.12.08 Воронеж в гостях, Котова 15.10.2013 Омск Дома, Морозова 27.03.2018 Курск-2 в гостях |  |   |                                                                                          |  |
|   | 17 — Кирина 20.09.2020 Парма-Кор Кубок России                                                                 |  |   |                                                                                          |  |
|   | |  |   |                                                                                          |  |
|   | Передачи (за игру)                                                                                            |  |   | Кол-во сыгранных минут (за игру)                                                         |  |
| 1 | 16 — Беляева 13.04.10 Йошкар-Ола (Воронеж ПО)                                                                 |  | 1 | 49:55 — Беляева — 30.11.2011 — Красноярск в гостях (2 ОТ)                                |  |
| 2 | 13 — Беляева 02.02.09 Йошкар-Ола дома, 16.04.09 Сургут (Воронеж ПО группа)                                    |  | 2 | 48:07 — Кайтукова 17.04.2014 Воронеж в гостях (1/2 плей-офф, 3 ОТ)                       |  |
| 3 | 12 — Беляева — 4 раза                                                                                         |  | 3 | 46:45 — Мовилян — 30.11.2011 — Красноярск в гостях                                       |  |
|   | |  |   |                                                                                          |  |
|   | Перехваты (за игру)                                                                                           |  |   |                                                                                          |  |
| 1 | 11 — Лебедева 07.09.06 Казань (Кубок России)                                                                  |  |   |                                                                                          |  |
| 2 | 9 — Беляева 14.03.09 Воронеж дома, Житная — 28.01.10 — «Виктория» Саратов дома                                |  |   |                                                                                          |  |
| 3 | 8 — Сергеева — 03.05.09 Сургут (Кропоткин ПО группа), Кайтукова — 29.09.14 Виктория Саратов (Кубок России)    |  |   |                                                                                          |  |
|   | |  |   |                                                                                          |  |
|   | Блок-шоты (за игру)                                                                                           |  |   | Рекорд очков на одну половину                                                            |  |
| 1 | 8 — Подплетенная — 19.11.08 ТГПУ Тула дома                                                                    |  |   | 26 — Зайцева 04.11.2019 МБА-2 дома                                                       |  |
| 2 | 7 — Подплетенная — 21.11.07 — Курск-СДЮШОР в гостях                                                           |  |   |                                                                                          |  |
| 3 | 6 — Подплетенная — 30.11.2011 — Красноярск в гостях                                                           |  |   | Самые быстрые 20 очков (с начала игры)                                                   |  |
|   | |  |   | 12-48 — Зайцева 04.11.2019 МБА-2 дома                                                    |  |
|   | Потери (за игру)                                                                                              |  |   |                                                                                          |  |
| 1 | 15 — Житная 28.10.2008 Саратов дома                                                                           |  |   |                                                                                          |  |
| 2 | 12 — Навроцкая 04.03.10 Казань дома                                                                           |  |   |                                                                                          |  |
| 3 | 11 — Попенко 19.10.09 Воронеж дома                                                                            |  |   |                                                                                          |  |

|                |      |                                       |
| Очки           |      |                                       |
| 1              | 3106 | Анастасия Максимова (2015-)           |
| 2              | 2651 | Анна Зайцева (2017—2021)              |
| 3              | 2304 | Ольга Подплетенная (2007—2015)        |
| 4              | 1699 | Екатерина Осипова (2014-)             |
| 5              | 1679 | Яна Котова (2012—2017)                |
| 6              | 1642 | Александра Кирина (2017—2022)         |
| 7              | 1614 | Элеонора Олейникова (2017-)           |
| 8              | 1592 | Ирина Мирошникова (2014-)             |
| 9              | 1388 | Мария Кайтукова (2008—2015)           |
| 10             | 1320 | Екатерина Гунченко (2018—2022)        |
|                |      |                                       |
| Подборы        |      |                                       |
| 1              | 1437 | Екатерина Осипова (2014-)             |
| 2              | 1398 | Ольга Подплетенная (2007—2015)        |
| 3              | 1259 | Яна Котова (2012—2017)                |
| 4              | 1174 | Анна Зайцева (2017—2021)              |
| 5              | 1066 | Анастасия Максимова (2015-)           |
| 6              | 1063 | Александра Кирина (2017—2022)         |
| 7              | 939  | Джейн Морозова (2015-)                |
| 8              | 787  | Юлия Грабовская (2017-)               |
| 9              | 726  | Анна Беляева (2007—2013)              |
| 10             | 716  | Ирина Мирошникова (2014-)             |
|                |      |                                       |
| Передачи       |      |                                       |
| 1              | 1002 | Анастасия Максимова (2015-)           |
| 2              | 810  | Анна Беляева (2007—2013)              |
| 3              | 444  | Анна Зайцева (2017—2021)              |
| 4              | 382  | Мария Кайтукова (2008—2015)           |
| 5              | 337  | Элеонора Олейникова (2017-)           |
| 6              | 328  | Екатерина Осипова (2014-)             |
| 7              | 309  | Евгения Окснер (2012—2014;2015-2017)  |
| 8              | 306  | Ирина Мирошникова (2014-)             |
| 9              | 301  | Анастасия Житная (2006—2013)          |
| 10             | 278  | Дарья Просолупова (2016—2021)         |
|                |      |                                       |
| Перехваты      |      |                                       |
| 1              | 478  | Анастасия Максимова (2015-)           |
| 2              | 454  | Анна Беляева (2007—2013)              |
| 3              | 331  | Анна Зайцева (2017—2021)              |
| 4              | 317  | Ирина Мирошникова (2014-)             |
| 5              | 298  | Мария Кайтукова (2008—2015)           |
| 6              | 261  | Евгения Окснер (2012—2014;2015-2017)  |
| 7              | 260  | Ольга Подплетенная (2007—2015)        |
| 8              | 259  | Анастасия Житная (2006—2013)          |
| 9              | 224  | Екатерина Осипова (2014-)             |
| 10             | 216  | Элеонора Олейникова (2017-)           |
|                |      |                                       |
| Блок-шоты      |      |                                       |
| 1              | 323  | Ольга Подплетенная (2007—2015)        |
| 2              | 114  | Яна Котова (2012—2017)                |
| 3              | 91   | Анастасия Максимова (2015-)           |
| 4              | 83   | Юлия Грабовская (2017-)               |
| 5              | 65   | Екатерина Осипова (2014-)             |
| 6              | 65   | Александра Кирина (2017—2022)         |
| 7              | 61   | Анна Картянович (2016—2020)           |
| 8              | 58   | Мария Кайтукова (2008—2015)           |
| 9              | 56   | Джейн Морозова (2015—2019)            |
| 10             | 51   | Яна Навроцкая (2008—2010)             |
|                |      |                                       |
|                |      |                                       |
| Трехочковые    |      |                                       |
| 1              | 344  | Анастасия Максимова (2015-)           |
| 2              | 202  | Анна Беляева (2007—2013)              |
| 3              | 182  | Милана Сумец (2013—2016)              |
| 4              | 180  | Мария Кайтукова (2008—2015)           |
| 5              | 151  | Элеонора Олейникова (2017-)           |
| 6              | 150  | Дарья Просолупова (2016—2021)         |
| 7              | 140  | Ирина Мирошникова (2014-)             |
| 8              | 120  | Юлия Клименко (2010—2014)             |
| 9              | 111  | Екатерина Воронина (2019-)            |
| 10             | 102  | Евгения Окснер (2012—2014; 2015—2017) |
|                |      |                                       |
| Количество игр |      |                                       |
| 1              | 313  | Анастасия Максимова (2015-)           |
| 2              | 297  | Ольга Подплетенная (2007—2015)        |
| 3              | 290  | Екатерина Осипова (2014-)             |
| 4              | 268  | Ирина Мирошникова (2014-)             |
| 5              | 209  | Анастасия Житная (2006—2013)          |
| 6              | 205  | Александра Кирина (2017—2022)         |
| 7              | 197  | Яна Котова (2012—2017)                |
| 8              | 170  | Джейн Морозова (2015—2019)            |
| 9              | 169  | Мария Кайтукова (2008—2015)           |
| 10             | 168  | Юлия Грабовская (2017-)               |
| 11             | 167  | Анна Зайцева (2017—2021)              |
| 12             | 161  | Дарья Просолупова (2016—2021)         |
| 13             | 161  | Анна Картянович (2016—2020)           |
| 14             | 158  | Анна Беляева (2007—2013)              |
| 15             | 151  | Элеонора Олейникова (2017-)           |
| 16             | 143  | Евгения Окснер (2012—2014; 2015—2017) |
| 17             | 127  | Юлия Клименко (2010—2014)             |
| 18             | 127  | Екатерина Гунченко (2018—2022)        |
| 19             | 125  | Екатерина Воронина (2019-)            |
| 20             | 115  | Инна Зинчук (2006—2010)               |
| 21             | 114  | Милана Сумец (2013—2016)              |
| 22             | 106  | Александра Сергеева (2006—2011)       |